# Лефтий, Антонина Владимировна
Антони́на Влади́мировна Лефти́й (укр. Антоніна Володимирівна Лефтій; род. 30 мая 1945) — советская украинская актриса. Заслуженная артистка УССР (1978).

## Биография
Антонина Лефтий родилась 30 мая 1945 года в селе Севериновка Каменского района Молдавской ССР.
В 1965 году дебютировала в короткометражном фильме своего супруга режиссёра Леонида Осыки «Входящая в море».
В 1967 году окончила Всероссийский государственный институт кинематографии имени С. А. Герасимова (мастерская В. Белокурова), работала с 1965 года на Киностудии имени А. Довженко. Антонина Лефтий вошла в историю украинского поэтического кино после сыгранных ею ролей в фильмах кинорежиссёра Леонида Осыки «Каменный крест» и «Захар Беркут». В фильме Михаила Калика «Любить…» очень лирично сыграла роль молодой девушки-молдаванки.
Последний раз снялась в фильме Вячеслава Скворцова «Имя твоё» (1989). К моменту выхода картины на экраны Антонина Лефтий была уже в Австралии.
В настоящее время проживает в г. Сиднее (Австралия).

## Фильмография
- 1965 — Входящая в море — мать девочки
- 1965 — Хочу верить — гостья Гали Наливайко
- 1966 — Киевские фрески — женщина с кольцом
- 1966 — Кто вернётся — долюбит — Тоня
- 1967 — Непоседы — девушка на свадьбе
- 1968 — Каменный крест — Антонина
- 1968 — Любить… — Нуца
- 1969 — Остров Волчий — Наталья Мезенцева
- 1970 — Сотворение (Легенда) — Наташа
- 1970 — Захар Беркут — Мирослава
- 1971 — Зозуля с дипломом — Наталка
- 1971 — Каменный хозяин — Долорес
- 1972 — Тайник у Красных камней — Зульфия
- 1973 — Дед левого крайнего — Полина
- 1973 — Как закалялась сталь — Рита Устинович
- 1974 — Осенние грозы — Домника, жена Козмы Жосана
- 1975 — Белый круг — Валентина Петровна, учительница
- 1975 — Я — Водолаз 2 — Маша
- 1976 — Не верь крику ночной птицы — Мария
- 1976 — Память земли — Катерина Нестеровна
- 1976 — Такая она, игра — Ольга
- 1976 — Тревожный месяц вересень — Антонина Семеренкова
- 1977 — Гармония — Людмила Неверова, инженер-конструктор
- 1977 — Не верь крику ночной птицы — Мария
- 1978 — Только каплю души
- 1978 — Море — Кама
- 1979 — Родное дело — Лена
- 1979 — Расколотое небо — Мария
- 1979 — Жнецы — Татьяна
- 1982 — Нежность к ревущему зверю — Ирина
- 1985 — Тихие воды глубоки — Раиса
- 1986 — Красные башмачки — Ганна, мама Марийки и Миколы
- 1989 — Имя твоё

## Озвучивание
- 1980 — Пирог со смеяникой (мультфильм)